# Gruppo Sportivo Incedit
Il Gruppo Sportivo Incedit è stato un club calcistico di Foggia attivo nel secondo dopoguerra. Militò per sette stagioni nei campionati interregionali di terza e quarta serie. I suoi colori erano il giallo e il blu. La squadra si sciolse nel 1957 venendo assorbita dall'U.S. Foggia, nell'"Unione Sportiva Foggia & Incedit".
Negli anni duemiladieci una compagine di nuova fondazione e militante nei campionati dilettantistici regionali, ha adottato nome simile e stessa mascotte, il canarino, associando il giallo al rosso e blu, colori del comune di Foggia, in segno di omaggio al vecchio club scomparso. 

## Storia
Il Gruppo Sportivo Incedit viene fondato a Foggia nel 1945. Il termine "Incedit", latino, significa "incedere", "andare avanti". I suoi calciatori indossano maglie gialle con risvolti blu o azzurri. Nel 1946 la squadra è ammessa dalla FIGC alla Serie C e conclude il campionato 1946-47 a metà classifica nel girone B meridionale. I canarini terminano la stagione successiva in quarta posizione nel girone, ma per effetto del carattere transitorio del campionato, soggetto a riforma, vengono traslati assieme ad altre formazioni nel nuovo campionato di Promozione "interregionale". I gialloblu conducono le successive quattro annate di questa competizione sempre in posizioni di alta classifica quando nel 1952 una nuova riforma, il lodo Barassi, "sposta" ancora il club nella prima serie regionale (che mantiene il nome di Promozione). 
Nel 1956 l'Incedit varca per la seconda volta le soglie del calcio interregionale, dopo aver battuto il Bisceglie pari classificato, e si misura nella IV Serie semi-professionistica chiudendo il rispettivo girone in una posizione di medio-bassa classifica. Quì finisce la storia della Incedit: nell'estate del 1957 si fonde infatti con l'U.S. Foggia a dare la "Unione Sportiva Foggia & Incedit", ragione sociale poi mantenuta dal club fino al 1969.

### La nuova Incedit
Una società denominata U.S.D. Foggia Incedit, con colori sociali il rosso e il blu, ha disputato i campionati regionali a fine anni duemila.
Nel 2016 viene fondata in Terza Categoria l'A.S.D. Foggia Incedit che esibisce, come la precedente compagine, sul proprio stemma un canarino giallo, e porta come colori sociali il rosso, blu e giallo. Questa società giunge nel 2022 in Eccellenza, la prima categoria regionale, diventando nel 2025 A.S.D. Foggia Incedit 1957.

## Campionati nazionali
| Categoria | Partecipazioni | Debutto   | Ultima stagione |
| --------- | -------------- | --------- | --------------- |
| C         | 2              | 1946-1947 | 1947-1948       |
| D         | 5              | 1948-1949 | 1956-1957       |